# Salmanassar I
Salmanassar I (accadico Šulmānu-ašarēdu, anche Salmānu-ašarēd, lett. "Šulmānu è il dio supremo"; fl. XIII secolo a.C.) fu re di Assiria dal 1263 a.C., quando successe al padre Adad-nirari I.
Secondo i suoi annali scoperti ad Assur, egli conquistò nel suo primo anno di regno otto nazioni che sorgevano a nord dell'Assiria, distruggendo la fortezza di Arinnu, di cui portò la polvere che restava di essa ad Assur. Nel secondo anno di regno sconfisse Shattuara II, re di Mitanni, assieme agli alleati ittiti e aramei ed annesse il regno di Mitanni a quello assiro. Al controllo mediato preferì il controllo diretto, nominando dapprima un funzionario assiro il quale subentro alla dinastia locale (il sukkallu rabû, col titolo di "re di Khanigalbat"), poi la suddivisione del territorio in una serie di distretti retti da governatori (šaknu).  Si vantò poi di aver privato di un occhio 14.400 nemici e di aver introdotto per primo la deportazione al posto dello sterminio.
Conquistò tutta la regione che si estendeva tra i bacini settentrionali del Tigri e dell'Eufrate e costruì dei palazzi a Ninive e ad Assur, dove restaurò anche il tempio del dio. Edificò tenuamente il sito di Kalkhu (odierna Nimrud), dove successivamente Assurnasirpal II vi costruì la sua capitale. Alla sua morte gli successe Tukulti-Ninurta I.
Per l'intera durata del suo regno fu sovrintendente del magazzino l'alto funzionario Babu-aha-iddina.